# Jewelry District (Los Angeles)
Jewelry District – rejon w śródmieściu Los Angeles w Kalifornii w USA charakteryzujący się bardzo dużym skupieniem sklepów i firm jubilerskich. Ich liczbę szacuje się na ok. 5000. Generują one dochód oceniany na 2,5 mld USD rocznie. Jest to największe centrum tego typu w Stanach Zjednoczonych.

## Położenie
Jewelry District znajduje się pomiędzy ulicami: Hill Street, Olive Street, Broadway Street, 5th Street i 8th Street.

## Transport
W pobliżu znajduje się stacja metra Pershing Square, która jest obsługiwana przez linię czerwoną i fioletową. Jest także dobrze funkcjonująca komunikacja autobusowa.